# 안후이 요리
안후이 요리(Anhui料理, 중국어: 安徽菜, 병음: Ānhuī cài 안후이차이[*]) 또는 휘요리(徽料理, 중국어: 徽菜, 병음: huīcài 후이차이[*])는 중국 안후이성의 향토 음식이다. 중국 팔대 요리의 하나로 꼽힌다.

## 개요
중국 중부에 위치한 안후이 성은 바다에 접해 있지 않고, 남부에는 산이 많고, 중부, 북부는 장강, 회하 유역으로 회북 평원을 형성하고 낮고 습한 지역이 많다는 지리적 특징이 있다. 따라서 산에서 채취할 수 있는 산나물, 차, 죽순, 버섯, 야생 동물과 민물고기, 자라 등 민물 식재를 사용하는 특징이 있다.

## 같이 보기
- 중국 요리